# Platysenta albigera
Platysenta albigera là một loài bướm đêm trong họ Noctuidae.